# Aprendiendo a morir
Aprendiendo a morir es una novela de la escritora ecuatoriana Alicia Yánez Cossío, publicada en Quito en 1997 por la editorial Seix Barral. La trama de la obra relata la vida de Mariana de Jesús, la primera persona ecuatoriana en ser canonizada, a través de una crónica que narra los eventos más importantes de su vida hasta desembocar en su muerte a los 26 años. Entre los aspectos más destacados de la obra está la desmitificación de la figura de Mariana de Jesús y la construcción del Quito del siglo XVII y de su carácter de sociedad supersticiosa guiada por el fanatismo religioso.

## Composición y estructura
Según aseveró Yánez en una entrevista, su idea original al iniciar la escritura de la obra era desmitificar por completo la figura de Mariana de Jesús y criticar lo que percibía como masoquismo en la santa, pero a medida que escribía la novela e investigaba sobre la vida en el Quito del siglo XVII empezó a cogerle cariño al personaje y a verla como una víctima de la sociedad de la época, por lo que cambió el enfoque. Para introducir la trama de la historia, Yánez creó el personaje de Xacinto de la Hoz, quien llega a Quito desde Europa al principio de la novela y es testigo de los distintos eventos de la vida de Mariana.
La novela está compuesta por 26 secciones separadas por asteriscos y cuenta con un narrador en tercera persona que relata los hechos en forma cronológica, los mismos que inician con la llegada de Xacinto de la Hoz y el nacimiento de Mariana y finalizan con su muerte. La obra cuenta con varios pasajes escritos en cursiva que son tomados directamente de los archivos históricos utilizados en el proceso de beatificación de Mariana en 1774.

## Personajes principales

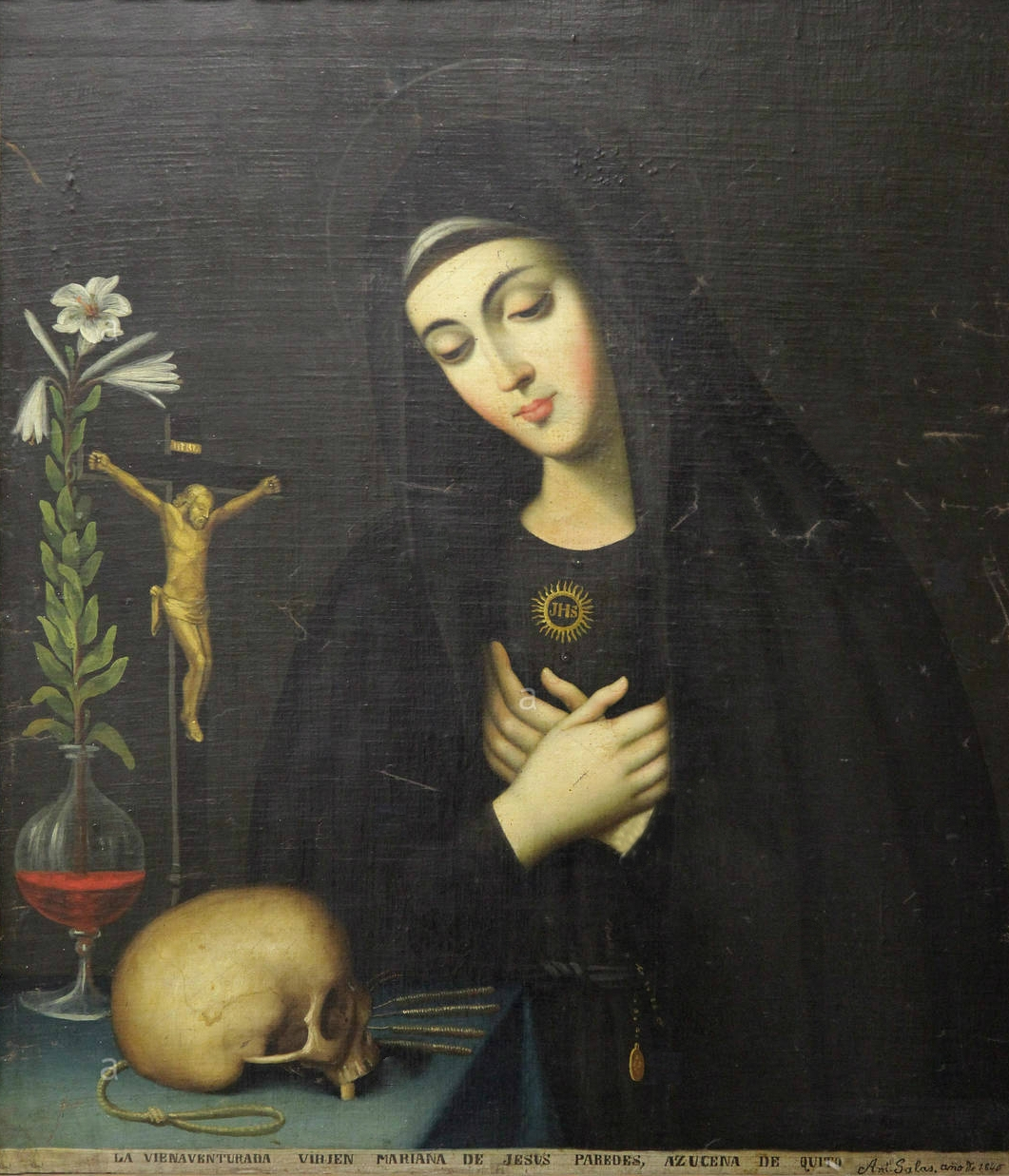
Retrato de Mariana de Jesús (1845), por Antonio Salas Avilés

- Mariana de Jesús: Es mostrada de una forma mucho más humana que en sus representaciones tradicionales, presentada desde niña como dispuesta a tomar el papel de sacrificio que le ha designado la sociedad fanática en que vivía.[3] Queda huérfana a los siete años, por lo que pasa a vivir con su hermana Jerónima y su esposo, Cosme de Miranda,[6] quienes le indican que sus padres están en el cielo e inician en ella el anhelo por una muerte santificada. Desde pequeña ocurrieron a su alrededor hechos inexplicables que fueron catalogados como milagros, lo que sumado a los constantes comentarios de su papel como santa, despertaron en ella un temprano espíritu religioso. Con el pasar de los años adopta ritos de autoflagelación y demás actos de mortificación corporal que aumentan en intensidad, lo que varias veces la deja lacerada y bañada en sangre.[7]
- Xacinto de la Hoz: Es un judío que viaja desde España al Virreinato de México enviado por su abuelo, quien teme por su vida luego de que el Tribunal del Santo Oficio inicia una encarnizada cacería contra los judíos. Al enterarse de que el pariente con el que iba a quedarse ha muerto, decide viajar a Quito, donde participa en la Rebelión de las Alcabalas y decide establecerse. Tiempo después de su llegada presencia el nacimiento de Mariana y a lo largo de la vida de la joven cuestiona la santidad que el resto le ha impuesto.[8] Es el único personaje no basado en una persona histórica real. De acuerdo con el crítico literario Antonio Sacoto, Xacinto representa el punto de vista de la propia Yánez.[7]
- Confesores jesuitas: Durante su vida, Mariana tiene siete confesores de la orden de los jesuitas, quienes tienen gran influencia sobre ella. Uno de los más importantes fue el padre Antonio Manosalvas. Varios de ellos terminan siendo perjudiciales para Mariana al ser incapaces de guiarla por su poca experiencia o inadecuados a sus necesidades espirituales. Las frustraciones que le provocan la llevan a realizar ayunos más intensos o a redoblar sus actos de mortificación corporal.[9]

## Temas centrales

### Imposición de la santidad
La temática central de Aprendiendo a morir es la imposición de la idea de santidad por parte de la colectividad y los efectos que puede tener sobre una persona, en este caso en la figura de Mariana de Jesús. La novela muestra el inicio de esta imposición el mismo día del nacimiento de Mariana, cuando el pregonero de la ciudad empieza a regar el rumor de que una estrella, que compara con lo que guio a los Reyes Magos, se había posado sobre la casa de su familia en el instante mismo de su nacimiento. El rumor de que no era una niña ordinaria se acrecienta cuando Mariana empieza a rechazar la leche materna, lo que en lugar de ser visto con preocupación, es interpretado como que «ayunaba porque nació predestinada a los altares». Su falta de alimentación le acarrea problemas de salud desde temprana edad, que los adultos explican asegurando que «es el propio Dios quien le ha mandado los achaques que padece».
Durante sus años de infancia, Mariana se muestra como muchas otras niñas, juega y hace travesuras, pero poco a poco las personas a su alrededor empiezan a imponerle un tipo de vida acorde con el mito que han creado alrededor de ella. «Todos dicen que es santa y ella quiere dar gusto a los que la aman», afirma la novela cuando Mariana empieza a cambiar a causa de los comentarios sobre su supuesta santidad. La conmoción interna que le produce esta transformación puede apreciarse en el siguiente pasaje:

Empieza a perder las alas. Se arranca una pluma a cada instante, duele un poquito, pero pasa. Clausura la puerta de la risa cuando se quiere escapar de la garganta, la muerde, la saborea y encuentra que ya no le sabe a nada. Deja de corretear por los patios, ya no se esconde entre los matorrales de la huerta. No intenta interrumpir la labor de las hermanas, no le importa lo que hagan los vecinos, pierde el interés de espiarlos y de subirse a los tapiales. Se vuelve tranquila, modosa, apacible y empieza a asumir el papel que le asignaron desde el instante en que vino al mundo.

A medida que crece, las autoridades religiosas empiezan a ver a Mariana como la figura idónea para representar el ideal de salvadora y heroína para la ciudad. La importancia de un símbolo de este tipo es reiterado en la novela al retratar a Quito como una ciudad aislada del resto de civilización, donde las noticias de España tardaban años en arribar o a veces nunca llegaban, siempre a la sombra de Lima, la capital del virreinato. La aparición de Mariana, de este modo, se acoplaba a su necesidad de producir un modelo propio de virtud, pues reivindicaba la visión del clero y de las autoridades locales de que Quito era una ciudad importante, elegida por Dios.
Para describir los eventos inexplicables que son identificados como supuestos milagros realizados por Mariana, Yánez realiza una parodia del género hagiográfico por medio del personaje de Xacinto de la Hoz, quien observa los hechos con escepticismo e intenta encontrar explicaciones médicas a los eventos que las autoridades se muestran tan rápidas en declarar como milagros. El ejemplo más notorio ocurre en el funeral de Mariana, cuando muchos asistentes aseveran que el cadáver abrió milagrosamente los ojos y Xacinto se pregunta horrorizado si lo que en realidad había pasado era que habían enterrado a Mariana viva.

### Corrupción y abusos en el Quito colonial

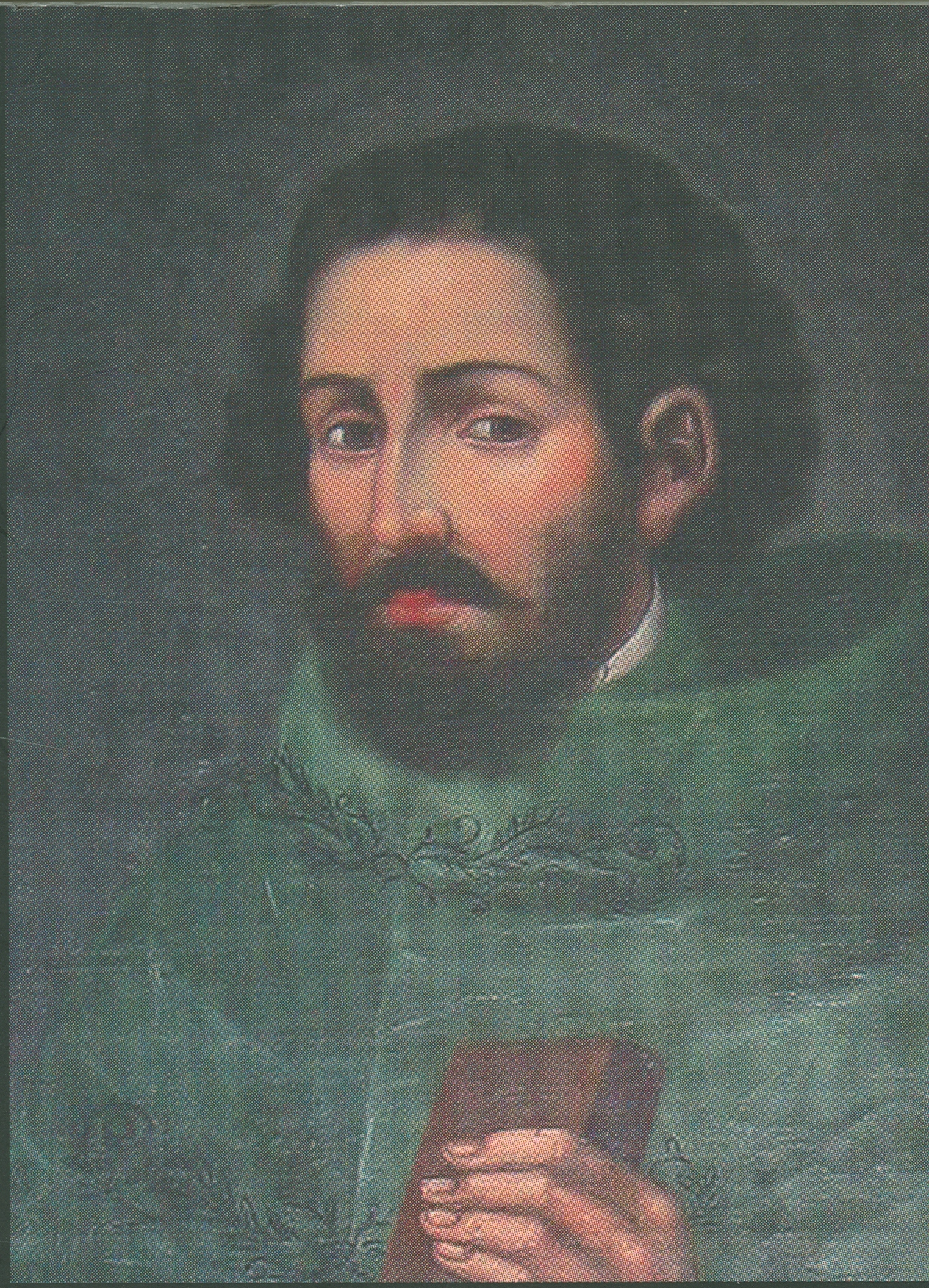
Antonio de Morga, presidente de la Real Audiencia de Quito durante la vida de Mariana de Jesús

Otro de los aspectos explorados en la novela es la sociedad del Quito del siglo XVII y los vicios en que estaba sumida. A través de Xacinto de la Hoz, Yánez realiza un retrato detallado de una ciudad obsesionada con la pureza de la sangre y con las devociones religiosas de sus habitantes. Por su condición de español, Xacinto es admitido a las reuniones exclusivas de Antonio de Morga, presidente de la Real Audiencia de Quito, donde se realizaban los «pactos más vergonzosos» y demás actos de abuso de autoridad. A lo largo de la novela, De Morga se muestra como la representación de un Quito de apariencia virtuosa, pero corrompido por dentro. Cuando sus abusos son finalmente denunciados en Lima y los visitadores le imponen una multa, De Morga la paga de inmediato y vuelve a reincidir en escándalos aun más grandes ni bien los visitadores se habían marchado.
Uno de los puntos en que pone énfasis Yánez al crear esta descripción del Quito colonial es en la discriminación generalizada que existía a causa de la instauración de un sistema social basado en la dominación racial. Yánez recuenta cómo los españoles llegaban a Quito en busca «de una ocupación que no vaya en desmedro de su condición de hidalgo» y que las criadas eran «tan propias que hasta llevaban el mismo apellido de los amos». En cuanto al acceso a la salud, la novela señala: «El blanco siempre exige que le atiendan primero; en el de en medio, se queja el mestizo, y en el que está a ras del suelo, el indio espera la muerte, en silencio».
Reciben particular atención en la novela los abusos de los blancos contra los indígenas, quienes son mostrados como el principal motor de la economía de la ciudad y descritos como «seres sonámbulos y tristes». En las iglesias que ellos mismos fueron forzados a construir, los indígenas son relegados a la última banca. Sobre sus jornadas de trabajo, la autora escribe:

Los capisayos viejos, las alpargatas rotas, el olor rancio que sale de sus cuerpos, los sones del yaraví que se lamenta, se pegan a la piel como una costra. Trabajan desde la madrugada vigilados por el mayoral que no abandona el látigo. Los más chiquitos, llevan a pastar a las ovejas, las mujeres lavan la lana, la colorean con tintes vegetales, la secan al sol.

Uno de los pasajes que más expone la opresión colonizadora contra la población indígena ocurre un día en que Mariana encuentra a un grupo de indígenas a quienes les habían cortado el pelo. Cuando pregunta por qué los habían castigado, el mayoral le responde: «Porque ya han recibido más de doscientos azotes en la espalda y en las posaderas y hasta se les ha metido una semana en el cepo, y no entienden», luego le comenta que lo que no entendían era que debían adorar al dios cristiano y no a sus deidades propias y que no entendían «por malos», lo que ejemplifica el intento sistemático de las autoridades coloniales por suprimir toda expresión cultural indígena, en este caso a través del acto simbólico de cortar sus trenzas, parte integral de su identidad.

## Recepción
El crítico literario ecuatoriano Antonio Sacoto calificó la obra como «logradísima» y alabó en particular el lenguaje empleado por Yánez y el «preciosismo cromático» de su estilo. También se refirió positivamente a los elementos indigenistas del libro y a la construcción de la sociedad quiteña de la época, aspecto que tildó de «el verdadero valor de la novela», con sus prejuicios, festividades, costumbres, conductas discriminatorias y obsesión con el abolengo español. La catedrática Miriam Merchán concordó con Sacoto en que la ambientación de la novela era el mejor aspecto de la obra y destacó además como positivo la desmitificación del personaje de Mariana de Jesús.